# Diecéze Autlán
Diecéze Autlán je římskokatolická diecéze nacházející se v Mexiku.

## Území
Zahrnuje území měst Ayutla, Cuautlá, Juchitlán, Techaluta de Montenegro, Tenamaxtlán, Unión de Tula, Autlán de Navarro, Cabo Corrientes, Casimiro Castillo, Ejutla, El Grullo, La Huerta, El Limón, Villa Purificación, Tomatlán, Cihuatlán a Cuautitlán de García Barragán státu Jalisco.
Biskupským sídlem je město Autlán, kde se nachází hlavní chrám, katedrála Nejsvětější Trojice.

## Historie
Diecéze byla zřízena 28. ledna 1961 bulou Cristifidelium papeže Jana XXIII. z části území diecéze Colima a arcidiecéze Guadalajara.

## Seznam biskupů
- Miguel González Ibarra (1961–1967)
- Everardo López Alcocer (1967–1968)
- José Maclovio Vásquez Silos (1969–1990)
- Lázaro Pérez Jiménez (1991–2003)
- Gonzalo Galván Castillo (2004–2015)
- Rafael Sandoval Sandoval, M.N.M. (2015–2024)
- Eduardo Muñoz Ochoa (od 2024)